# Gehyra mutilata
Espèce
Synonymes
- Hemidactylus mutilatus Wiegmann, 1834
- Hemidactylus peronii Duméril & Bibron, 1836
- Dactyloperus insulensis Girard, 1857
- Hemidactylus platurus Bleeker, 1859
- Gecko pardus Tytler, 1865
- Peropus packardii Cope, 1869
- Hemidactylus navarri Dugés, 1884
- Gehyra insulensis Boulenger, 1885

Gehyra mutilata est une espèce de geckos de la famille des Gekkonidae.
Il est appelé "margouillat blanc" ou "margouillat" sur l'île de La Réunion.
C'est une des espèces de geckos parthénogénétiques à capacité de colonisation élevée.

## Répartition
Cette espèce se rencontre, :
- en Australie, en Papouasie-Nouvelle-Guinée, aux Salomon, au Vanuatu, aux Fidji, aux Tonga, aux Samoa, aux îles Cook, à Nauru, aux États fédérés de Micronésie et à Guam ;
- en Indonésie, aux Philippines, à Singapour, en Malaisie, en Thaïlande, au Viêt Nam, dans le sud de la Chine, à Taïwan, dans l'archipel Nansei au Japon, en Inde, au Sri Lanka ;
- à Madagascar, à Maurice, à La Réunion, aux Seychelles et en Guyane.

Elle a été introduite en Nouvelle-Zélande, au Mexique et à Hawaï et en Californie aux États-Unis. A La Réunion, l'espèce est présente depuis le 18e siècle.

## Description

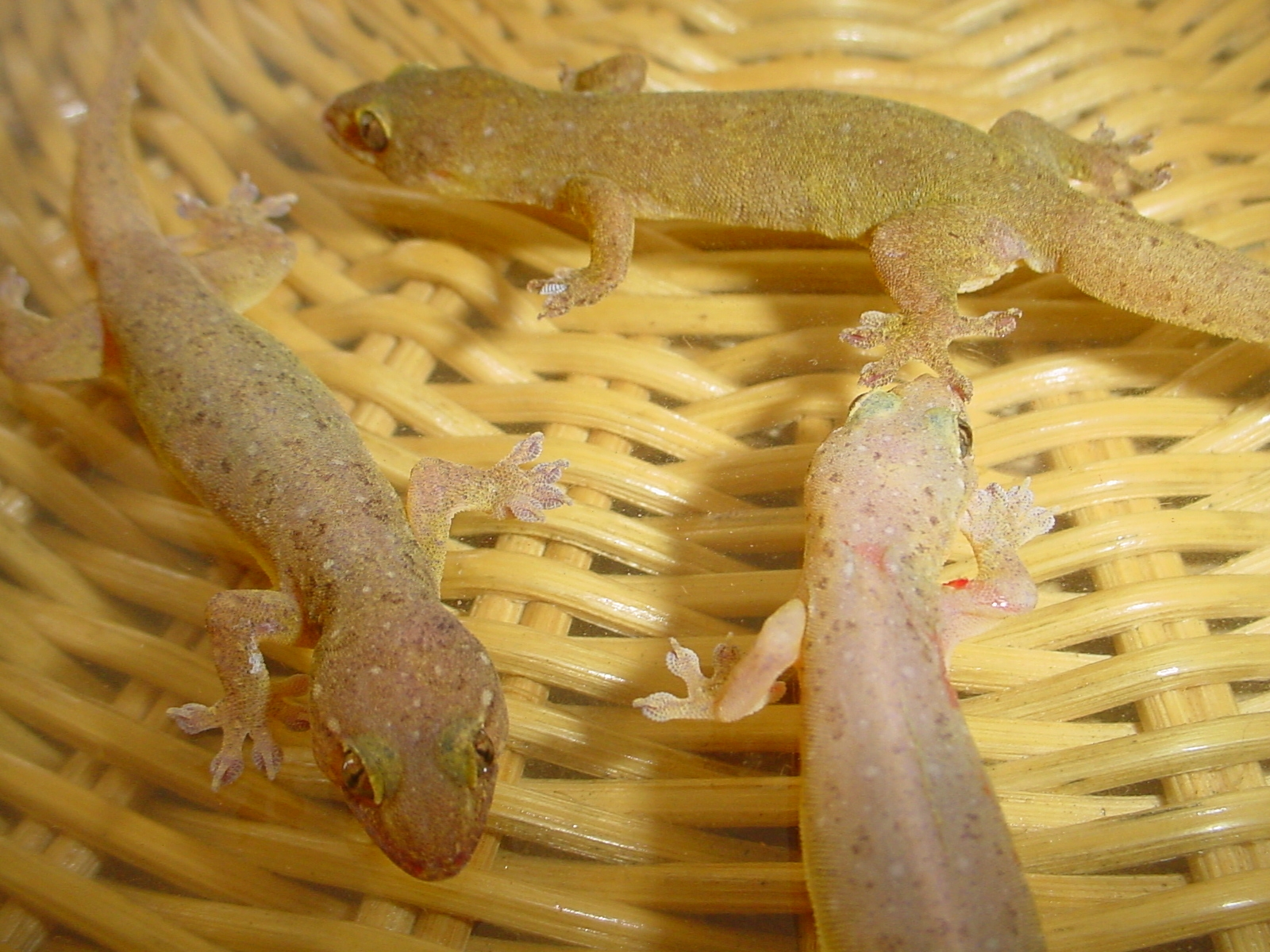
Gehyra mutilata de l'île de La Réunion

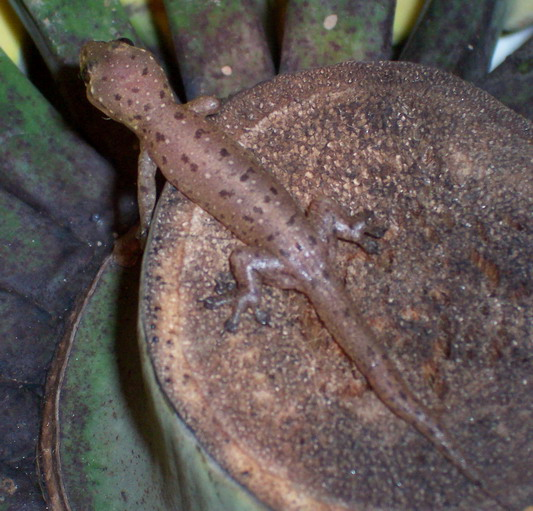
Gehyra mutilata de Java

C'est un gecko est assez petit, avec un corps fin et une longue queue, près de la moitié de la longueur totale, qui est pincée à la base. La couleur de base est gris-rosé, avec de nombreux points plus ou moins clairs ; terne dans la journée, translucide la nuit.
Son cri est caractéristique : "guek guek guek". Il est insectivore et se nourrit plutôt la nuit, lorsque ses proies s'approchent d'une source lumineuse.

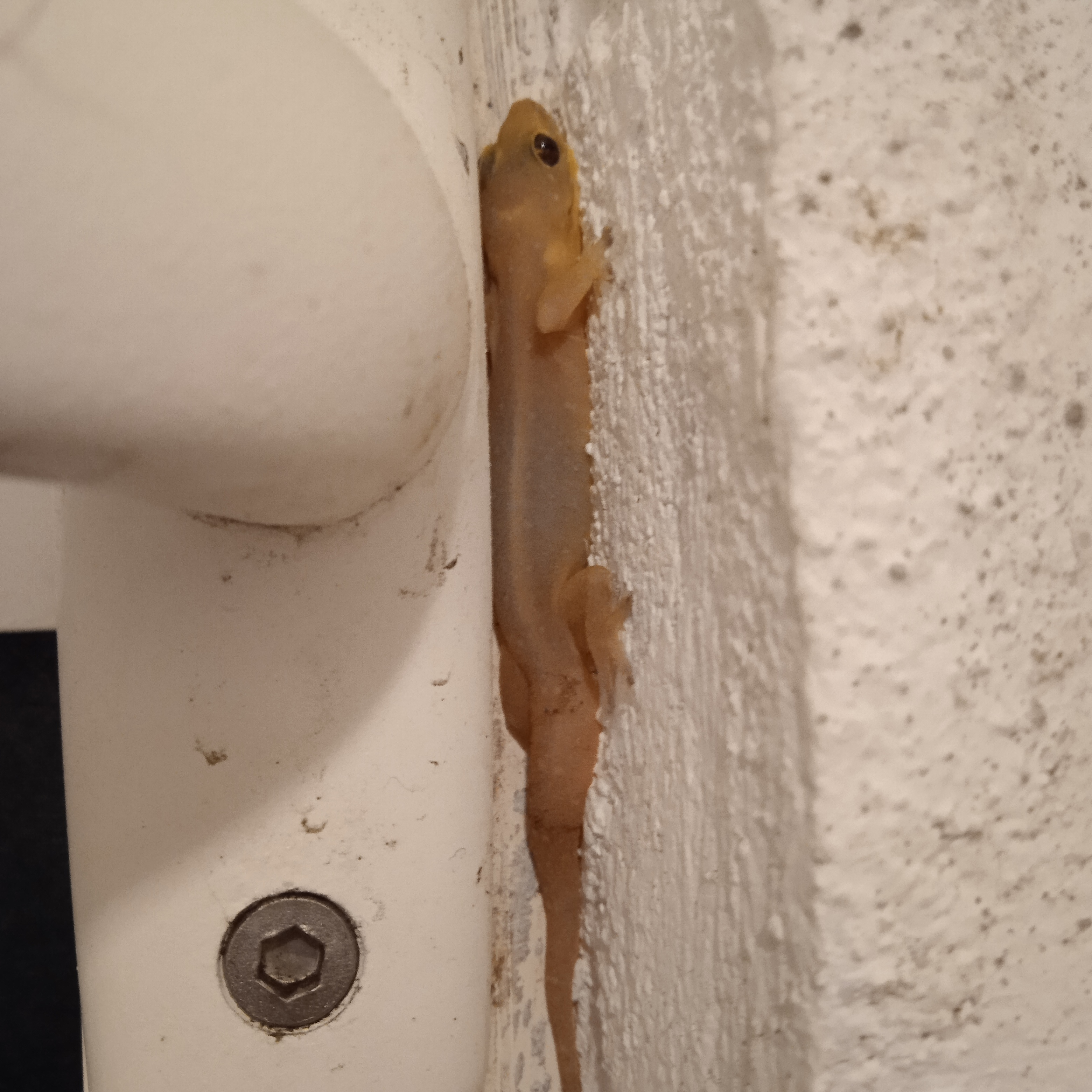
Gehyra mutilata de l'Île de la Réunion, ayant la peau translucide

Ses pattes ventousées lui permettent des déplacements assurés sur les murs et plafonds. Très commun dans les maisons, il peut-être la proie de l'araignée dite "Babouk", Heteropoda venatoria.

## Philatélie
Ce gecko a été figuré sur un timbre du Kiribati de 1986 (35 c.).

## Publication originale
- Wiegmann, 1835 "1834" : Beiträge zur Zoologie gesammelt auf einer Reise um die Erde. Siebente Abhandlung. Amphibien. Nova Acta Physico-Medica, Academiae Caesarae Leopoldino-Carolinae, Halle, vol. 17, p. 185-268 (texte intégral).